# Selection Project
Selection Project (estilizado como SELECTION PROJECT) es un proyecto multimedia japonés con el tema de ídol producida por Doga Kobo. Se basa en el proyecto multimedia Idol x Audition x Reality Show de Kadokawa, que comenzó en diciembre de 2019. Se emitió de octubre a diciembre de 2021.

## Sinopsis
Selection Project es un programa de ídolos en el que aspirantes a ídols de todo Japón compiten para ganar un contrato de debut. En su séptima temporada, nueve chicas logran ganar sus audiciones regionales para competir en el programa principal. Entre ellos se encuentran Suzune Miyama, una niña del norte de Kanto que se recuperó recientemente de su hospitalización, y Rena Hananoi, la hermana menor del ganador de la primera temporada, Akari Amasawa, quien murió tres años antes.

## Personajes
Suzune Miyama (美山鈴音 Miyama Suzune?)
Seiyū: Hinaki Yano
Suzune es la candidata representante de 14 años de la prefectura de Saitama para el bloque del norte de Kanto. Es una niña brillante y positiva que creció con un corazón débil y pasó la mayor parte de su infancia en el hospital. Sin embargo, comienza a idolatrar a Akari Amasawa y se esfuerza por convertirse en cantante algún día. Ella ingresa a la audición del Selection Project y originalmente perdió debido a su colapso en el escenario, pero luego representa su bloqueo debido a la retirada de su amiga Seira.
Rena Hananoi (花野井玲那 Hananoi Rena?)
Seiyū: Saku Mizuno
Rena es la candidata representante de 14 años de Tokio para el bloque del sur de Kanto. Se esforzó por convertirse en una ídolo como su hermana mayor, Akari Amasawa. Sin embargo, su muerte hizo que Rena desarrollara una personalidad seria, ya que quiere ser reconocida no como la hermana de Akari sino por derecho propio, llegando incluso a adoptar su apellido materno para distinguirse de su difunta hermana.
Hiromi Hamaguri (濱栗広海 Hamaguri Hiromi?)
Seiyū: Nozomi Nagumo
16 años de edad. Originario de la prefectura de Osaka. La candidata representante del bloque Kinki. Influenciada por sus dos hermanos mayores, Hiromi actúa como una marimacho y odia perder. Ella es especialmente popular entre las chicas de secundaria en su ciudad natal.
Nagisa Imau (今鵜凪咲 Imau Nagisa?)
Seiyū: Ruri Arai
15 años. Se originó en la prefectura de Kōchi. El candidato representante del bloque Shikoku.

## Medios

### Anime
La serie fue anunciada por Kadokawa el 4 de diciembre de 2020. La serie fue dirigida por Daisuke Hiramaki y escrita por Yūya Takahashi, con diseños de personajes de Kanna Hirayama y música compuesta por Takurō Iga. Se emitió del 1 de octubre al 24 de diciembre de 2021 en AT-X, Tokyo MX, BS NTV, SUN, TV Aichi, KBS. 9-tie (pronunciado como "cutie"), un grupo compuesto por los nueve miembros principales del elenco de la serie, interpretó el tema de apertura "Glorious Days", así como el tema de cierre "Only one yell". Funimation obtuvo la licencia de la serie fuera de Asia. Muse Communication obtuvo la licencia de la serie en el sur y sureste de Asia.